# Philipp Lahm
Philipp Lahm   (Múnic, 11 de novembre de 1983) és un exfutbolista alemany conegut sobretot per la seva etapa al Bayern München.

## Biografia

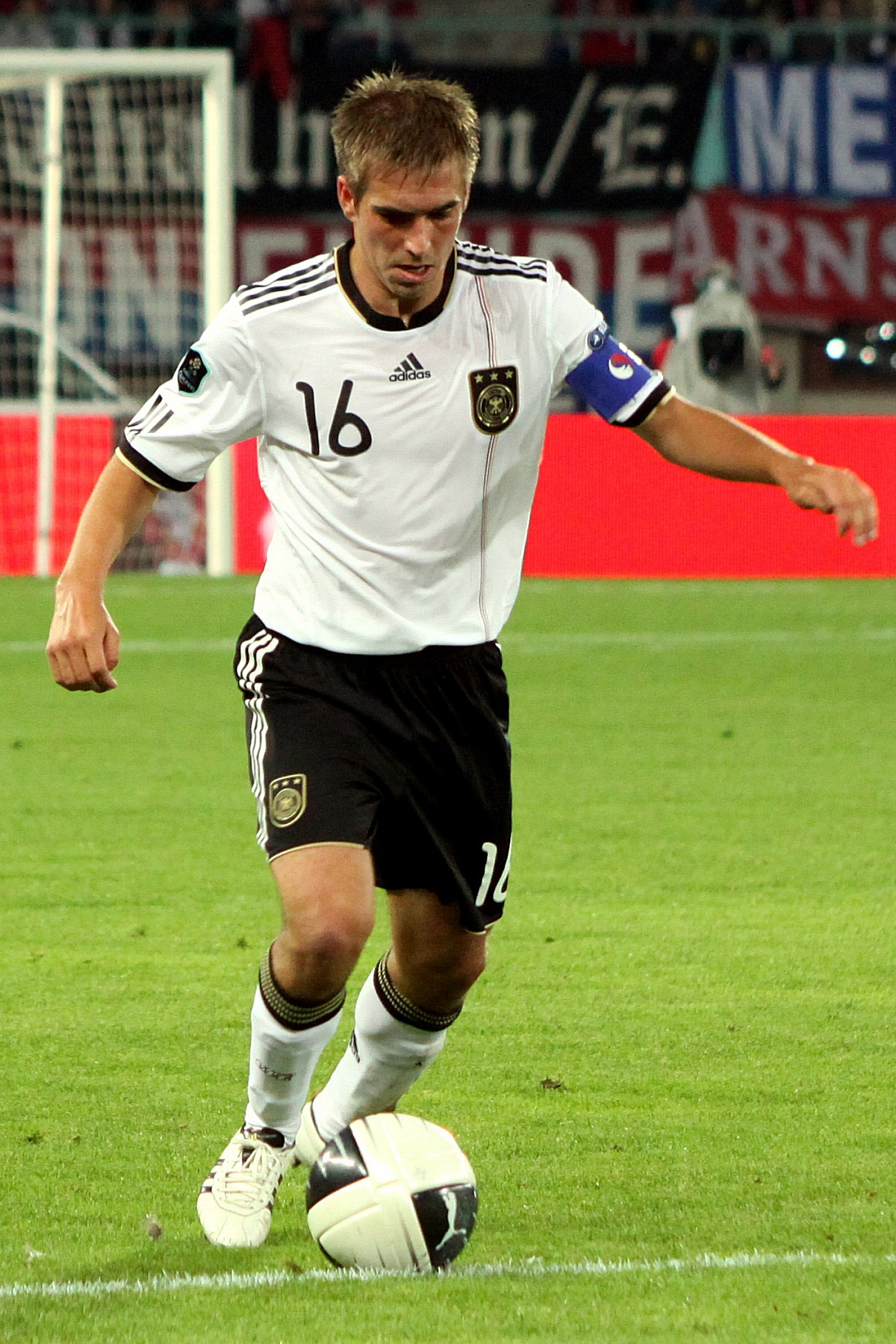
Lahm jugant amb Alemanya el 2011.

Philipp Lahm va néixer a Múnic, i va començar a jugar en un ambient de futbol professional dins de la lliga juvenil del Bayern de Múnic, però, com que Bixente Lizarazu era el lateral esquerre en el moment en què Lahm va pujar al primer equip, en Philipp va ser cedit al VfB Stuttgart des del 2003 fins al 2005. Al juliol del 2005, Lahm va tornar al Bayern, però, poc abans de tornar a jugar amb els de Baviera va començar a tenir problemes amb els lligaments d'un genoll i va haver d'anar a rehabilitació, endarrerint d'aquesta manera la seva tornada fins al desembre del 2005.
Tot i que en Philipp és dretà, normalment juga de lateral esquerre; encara que pot ocupar les posicions d'ambdós laterals. La principal raó per la qual acostuma a jugar de lateral esquerre és pel seu moviment clau, en què ve des de la banda esquerra, desplaça la pilota amb el seu peu dret cap al centre i aprofita per tirar a porteria amb la cama dreta, de manera potent i col·locada. Precisament d'aquesta manera va marcar el primer gol del Mundial d'Alemanya, amb un tir que va entrar per l'escaire.
El 25 de maig de 2013 formà part de l'equip titular del Bayern de Múnic que esdevingué campió de la Lliga de Campions de la UEFA 2012-13 en derrotar el Borussia de Dortmund a la final.
El 21 de desembre de 2013 formà part de l'equip titular del Bayern de Múnic que esdevingué campió del Campionat del Món de Clubs de futbol 2013, a Marràqueix, Marroc, en derrotar per 2-0 el Raja Casablanca.
El 8 de maig de 2014 va ser inclòs pel seleccionador alemany Joachim Löw a la llista preliminar de 30 jugadors per la fase final del mundial de 2014. Posteriorment, el juny de 2014 fou ratificat com un dels 23 seleccionats per representar Alemanya a la Copa del Món de Futbol de 2014 al Brasil.
L'11 de juliol de 2014 la FIFA va anunciar la seva inclusió entre els deu candidats a la Pilota d'Or al Millor Jugador del Mundial (els guanyadors de les Pilotes d'Or, Plata i Bronze als tres millors jugadors del Mundial del Brasil serien anunciats el dia 14, un dia després de la disputa de la final del Mundial a l'estadi de Maracaná).

## Palmarès
Fußball-Club Bayern München
- 1 Campionat del Món de Clubs: 2013.[2]
- 1 Lliga de Campions de la UEFA: 2012-13.
- 1 Supercopa d'Europa 2013.[10][11]
- 8 Lligues alemanyes: 2005-06, 2007-08, 2009-10, 2012-13, 2013-14, 2014-15, 2015-16, 2016-17.
- 6 Copes alemanyes: 2005-06, 2007-08, 2009-10, 2012-13, 2013-14, 2015-16.
- 1 Copa de la Lliga alemanya: 2006-07.
- 3 Supercopes alemanyes: 2010, 2012, 2016.

Selecció alemanya
- 1 Copa del Món: 2014.